# トルネードガンダム
- SDガンダムGX > トルネードガンダム
- SDガンダム GGENERATION > トルネードガンダム

トルネードガンダムは、ゲーム『SDガンダムGX』『SDガンダム GGENERATION』シリーズに登場する架空の兵器。ゲームオリジナルのモビルスーツ（MS）である。

## 機体解説
本機体は『SDガンダムGX』において初登場したゲームオリジナルのMSで、宇宙世紀などの世界観に属さない機体であり、所属やパイロットなどの設定はされていない。
大気圏内での単独での飛行も可能なMS。武器は、ビームライフル、ビームサーベルといった基本的な武器に加え、腹部に拡散メガ粒子砲と腕部にガトリングガンを内蔵している。
『SDガンダムGX』では中立状態の生産拠点に希に待機しており、拠点を占領することで自軍のユニットとして使用することが出来る、強さはレベル3クラスのMSとして登場。『SDガンダム GGENERATION』シリーズの多くの作品では初期配備の機体に設定されており、開発していくことで各作品の主人公機となる。
デザインは『コミックボンボン』の読者による応募作品が元。